# Wolfgang Sawallisch
Wolfgang Sawallisch est un chef d'orchestre et pianiste allemand, né le 26 août 1923 à Munich et mort le 22 février 2013 à Grassau, Bavière (Allemagne),.

## Biographie
Il commença le piano très jeune puis étudia la composition. Il fut répétiteur au théâtre de Augsbourg en 1947, et devint chef d'orchestre de la ville. C'est alors qu'il fut invité par divers orchestres dans les années 1950.

En plus de soixante ans de carrière, il s'est produit avec tous les orchestres et dans tous les festivals européens, notamment au festival de Bayreuth.

De 1960 à 1963, il est directeur musical de l'opéra de Cologne. De 1960 à 1970, il est chef en titre de l'Orchestre symphonique de Vienne. De 1970 à 1980, il assume le rôle de directeur artistique de l'Orchestre de la Suisse romande. Sous son impulsion, l'orchestre étend son répertoire à Mahler et Bruckner, compositeurs peu entendus jusqu'alors en Suisse romande. À partir de 1971, il est également directeur musical de l'Opéra de Bavière, dont il est aussi le directeur général à partir de 1982. Pendant son long mandat (jusqu'en 1992), il propose notamment des cycles complets des opéras de Richard Wagner et Richard Strauss. De 1993 à 2002, il est directeur musical de l'Orchestre de Philadelphie.
Il a été en outre régulièrement invité par l'Orchestre Symphonique de la NHK à partir de 1967 jusqu'aux années 2000. En France, c'est surtout avec l'Orchestre de Paris qu'il travaille, notamment pour un vaste cycle Beethoven entre 1994 et 1998 (symphonies, concertos, Fidelio...).

## Répertoire
Wolfgang Sawallisch a un répertoire assez varié. Cependant, ses compositeurs de prédilection semblent être Franz Schubert (dont il est aussi un accompagnateur de lieder très estimé), Richard Wagner et Richard Strauss, mais il a également enregistré des opéras de Wolfgang Amadeus Mozart, les oratorios de Felix Mendelssohn et la création posthume de la troisième symphonie de Wilhelm Furtwängler, ainsi que des œuvres orchestrales de Robert Schumann et de Samuel Barber.
À ses débuts, Walter Legge disait de lui que « sa battue [était] aussi claire et simple que celle de Knappertsbusch », qualité - et absence de métaphysique - qui ne s'est jamais démentie.

## Discographie sélective

### Comme chef d'orchestre
- Bartók : Le Château de Barbe-Bleue, Julia Varady, Dietrich Fischer-Dieskau, Bayerisches Staatsorchester (Deutsche Grammophon)
- Brahms : Symphonies et Concertos, Stephen Kovacevich, Frank Peter Zimmermann, London Philharmonic Orchestra (EMI)
- Brahms : Un Requiem allemand, Wilma Lipp, Franz Crass, Chor des Wiener Singvereins, Wiener Symphoniker (Philips)
- Brahms : Rhapsodie pour alto, Aafje Heynis, Wiener Symphoniker (Philips)
- Brahms : Schicksalslied, Chor des Wiener Singvereins, Wiener Symphoniker (Philips)
- Brahms : Variations sur un thème de Haydn, Wiener Symphoniker (Philips)
- Dvorak : Stabat Mater, Czech Philharmonic Chorus and Orchestra (Supraphon)
- Hindemith : Métamorphoses symphoniques - Nobilissima Visione - Symphonie Mathis le peintre, Philadelphia Orchestra (EMI)
- Mendelssohn : Elias, Theo Adam, Peter Schreier, Elly Ameling, Rundfunkchor und Gewandhausorchester Leipzig (Philips - Eterna en Allemagne de l'Est)
- Mozart : La Flûte enchantée, Kurt Moll, Peter Schreier, Edda Moser, Anneliese Rothenberger, Walter Berry, Chor und Orchester der Bayerischen Staatsoper München (EMI)
- Mozart : La Flûte enchantée, Lucia Popp, Francisco Araiza, Edita Gruberová, Kurt Moll, Chor der Bayerischen Staatsoper, Bayerisches Staatsorchester (DVD Deutsche Grammophon)
- Schubert : Symphonies, Staatskapelle Dresden (Philips - Eterna)
- Schubert : Œuvres sacrées, Solistes, Chor und Symphonieorchester des Bayerischen Rundfunks (EMI)
- Schumann : Symphonies, Staatskapelle Dresden (EMI - Eterna)
- Richard Strauss : Capriccio, Elisabeth Schwarzkopf, Christa Ludwig, Nicolai Gedda, Eberhard Waechter, Dietrich Fischer-Dieskau, Hans Hotter, Philharmonia Orchestra (EMI)
- Richard Strauss : Elektra, Éva Marton, Cheryl Studer, Chor und Symphonieorchester des Bayerischen Rundfunks (EMI)
- Richard Strauss : Arabella, Julia Varady, Dietrich Fischer-Dieskau, Helen Donath, Walter Berry, Chœurs et Orchestre du Bayerische Staatsoper (Orfeo 1981)
- Richard Strauss : Concertos pour cor, Dennis Brain, Philharmonia Orchestra (EMI)
- Wagner : Le Vaisseau fantôme, Bayreuther Festspiele, Anja Silja, Josef Greindl (Philips Classics)
- Wagner : Lohengrin, Bayreuther Festspiele, Jess Thomas, Anja Silja, Astrid Varnay, Ramón Vinay (Philips)
- Wagner : Tannhäuser, Bayreuther Festspiele, Anja Silja, Wolfgang Windgassen, Josef Greindl (Philips)
- Wagner: Les Maîtres chanteurs de Nuremberg, Bayerische Staatsoper, Ben Heppner, Cheryl Studer, Kurt Moll (EMI classics réédité chez Warner Classics)
- Wagner : L'Anneau du Nibelung, Chor und Orchester der Bayerischen Staatsoper, Hildegard Behrens, René Kollo, Julia Varady, Kurt Moll, Robert Hale, Matti Salminen, Waltraud Meier (EMI)
- Weber : Ouvertures, Philharmonia Orchestra (EMI)
- Weber : Symphonies, Symphonieorchester des Bayerischen Rundfunks (Orfeo)

### Comme pianiste
- Eichendorff Lieder, Dietrich Fischer-Dieskau (Orfeo)
- Mahler, Lieder, Dietrich Fischer-Dieskau (Orfeo)
- Schubert, Winterreise, Hermann Prey (Philips)
- Schubert, Winterreise, Thomas Hampson (EMI)
- Schubert, Lieder, Margaret Price (Orfeo)
- Schumann, Heine Lieder, Thomas Hampson (EMI)
- Richard Strauss, Lieder, Dietrich Fischer-Dieskau (Deutsche Grammophon)
- Richard Strauss, Lieder, Lucia Popp, Margaret Price (EMI)